# عاصرة إحليلية
العضلات المصرة للإحليل (أو العضلات العاصرة للإحليل أو العضلات العاصرة البولية) هما عبارة عن عضلتين وظيفتهما إغلاق باب المثانة ومنع البول من الخروج نحو الإحليل. العضلة الأولى هي العضلة المصرة الداخلية والثانية هي العضلة المصرة الخارجية. عندما تنقبض إحدى هاتين العضلتين تتسببان بإغلاق مجرى الإحليل ومنع تسرب البول.
العضلة العاصرة الداخلية تتواجد أسفل عنق المبولة، أي في بداية الإحليل. تعتبر هذه العضلة إستكمالاً للعضلة الدافعة للبول (المتواجدة في جدار المبولة)، وهي مصنوعة من عضل أملس، وتخضع لسيطرة الجهاز العصبي المستقل (أي لا تخضع للتحكم الإرادي). تعتبر هذه العضلة صاحبة الدور الأساسي في منع البول من الخروج.
العضلة العاصرة الخارجية تنشأ من القوس الإسكية العانية (الفرع الإسكي العاني) وتندمج مع العضلات المتدخلة على الجهة الأخرى من الحوض، وهي تتألف من عضل هيكلي. يتحكم العصب الفرجي بهذه العضلة. تعتبر هذه العضلة الثانوية في منع البول من الخروج، وتخضع للتحكم الإرادي للإنسان، بحيث يتم إرخاؤها عند الرغبة بالتبول.

## الفرق بين الجنسين
تعتبر العضلات المصرة للإحليل، الخارجية والداخلية، مسؤولة عن منع البول من الخروج من المثانة. في الرجال، تمنع العضلة العاصرة الداخلية السائل المنوي من الرجوع إلى المبولة عند القذف (القذف الرجوعي).
في النساء، العضلة العاصرة الخارجية أكثر تطوراً، وتتألف من ثلاث أجزاء: العضلة الاحليلية المهبلية، الضاغطة الاحليلية، والعضلة المصرة الاحليلية. أي خلل أو ضرر يصيب إحدى هاتين العضلتين قد يؤدي إلى السلس البولي.
يُمكن إصلاح التشوهات الخلقية في إحليل الأنثى جراحيًا عبر جراحة المهبل التجميلية.

## الوظيفة
العضلة المصرة الداخلية للإحليل وظيفتها التحكم اللاإرادي بالتبول. أما العضلة المصرة الخارجية للإحليل، فوظيفتها التحكم الإرادي بالبول. أي خلل أو ضرر يصيب إحدى هاتين العضلتين قد يؤدي إلى السلس البولي.

## الأهمية الطبية
العاصرة الاحليلية تعتبر جزءًا محورياً في الحفاظ على الوظيفة البولية، لذلك من المهم فهم وظيفتها في بعض المشاكل الصحية:
- سلس الإجهاد هو مشكلة متعلقة بوظيفة العاصرة الاحليلية. تتأثر وظيفة العاصرة الاحليلية بأي ضعف أو ضرر في عضلات الحوض، العاصرة بذاتها، والأعصاب والأنسجة المحيطة، ويحصل السلس البولي نتيجة هذا. في النساء، تعتبر الولادة، البدانة، والتقدم في السن كلها عوامل خطر لسلس الإجهاد، خاصةً من خلال إضعاف عضلات الحوض.[3] في الرجال، تعتبر جراحة البروستات (إستئصال البروستات الجراحي، أو عبر الإحليل) والعلاج الشعاعي للبروستات أهم العوامل المؤدية إلى سلس الإجهاد.[4]
- المثانة المختلة التعصيب Neurogenic Bladder قد تتضمن اختراب في التناغم بين انقباض المثانة وانقباض العاصرة الاحليلية.[5]
- سلس البول الإلحاحي Urge Incontinence يحصل عندما تفشل العاصرة الاحليلية من إغلاق الطريق أمام البول المندفع من انقباض المثانة غير الطبيعي.[6]

## روابط خارجية
- شكل تشريحي: 41:06-04 على موقع مركز سوني دونستات الطبي (تشريح بشري عبر الإنترنت).